# Let It Be/You Know My Name (Look Up the Number)
Let It Be/You Know My Name (Look Up the Number) è un singolo discografico dei Beatles, pubblicato nel 1970.

## Tracce
Testi e musiche di John Lennon e Paul McCartney.
1. Let It Be – 3:50
2. You Know My Name (Look Up the Number) – 4:37

## Formazione
- George Harrison
- Paul McCartney
- Ringo Starr
- John Lennon